# Hallsberg
Hallsberg est une localité de Suède, chef-lieu de la Commune de Hallsberg.

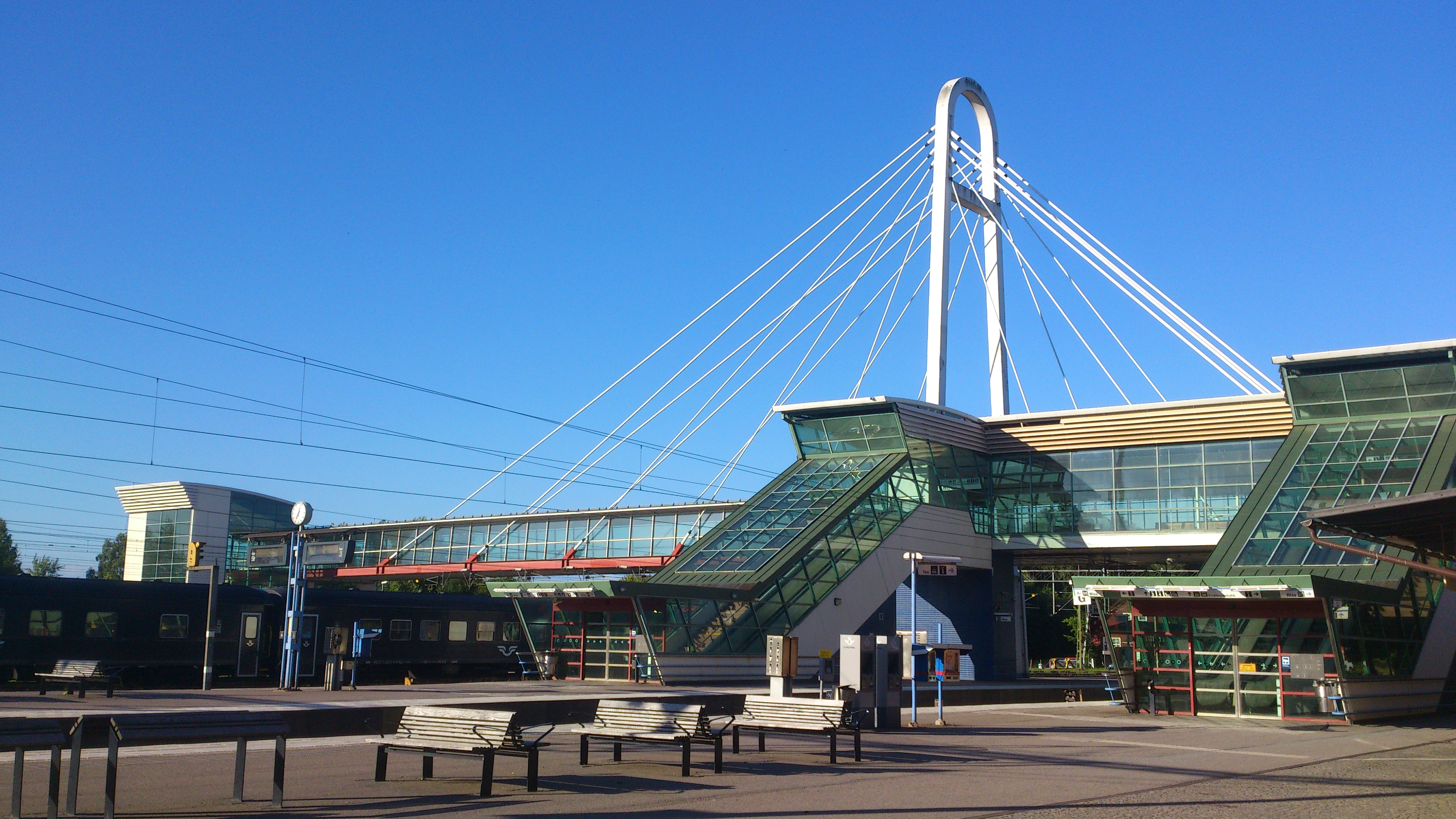
Quais de la gare de Hallsberg.

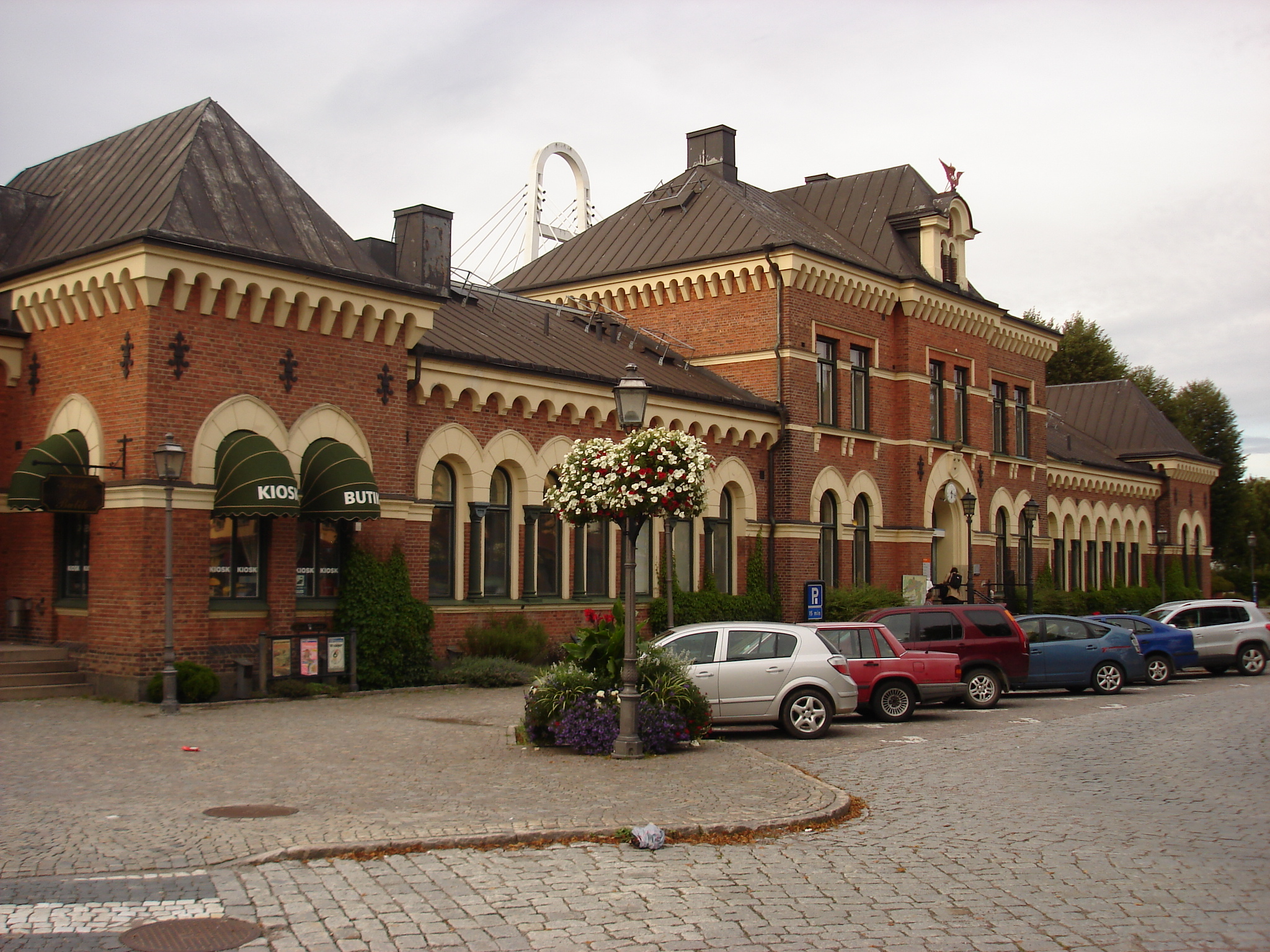
Gare de Hallsberg, extérieur du bâtiment voyageurs.

Le cœur de la localité s'est développé autour d'un nœud ferroviaire, et Hallsberg est aujourd'hui connue avant tout comme une gare de correspondance, une gare surdimensionnée pour les propres besoins de la ville.
Hallsberg a été déclarée municipalsamhälle (chef-lieu de municipalité) en 1883 et est devenue ville de marché (köping) en 1908. C'est depuis 1971 le chef-lieu de la nouvelle grande commune de Hallsberg.
La ville est connue pour son immense gare de triage et pour sa grande gare. La raison en est que les lignes de chemins de fer y convergent de presque tous les points cardinaux, depuis ou vers Stockholm, Göteborg, Mjölby, Örebro et Karlstad, la plus importante étant la Västra stambanan (« ligne principale occidentale »).
Les principales industries locales sont Volvo, Ahlsells, et les entreprises liées à l'industrie ferroviaire.

## Bergööska huset
Ville récente, Hallsberg est dépourvue de monuments historiques, à l'exception de la Maison Bergöö (Bergööska huset), une grande villa en brique et bois édifiée dans les années 1887-1889, fameuse à un double titre. D'une part, il s'agit de la toute première œuvre de l'architecte Ferdinand Boberg, qui devait devenir célèbre plus tard. Son commanditaire était un négociant, Adolf Bergöö, originaire de Dalécarlie tout comme Boberg. La maison, dont le style annonce déjà l'Art nouveau, porte l'empreinte du style régionaliste dalécarlien tout en incluant des éléments décoratifs inspirés de l'époque nordique ancienne, anticipant en cela sur des tendances qui deviendront dominantes en Suède vingt ans plus tard.

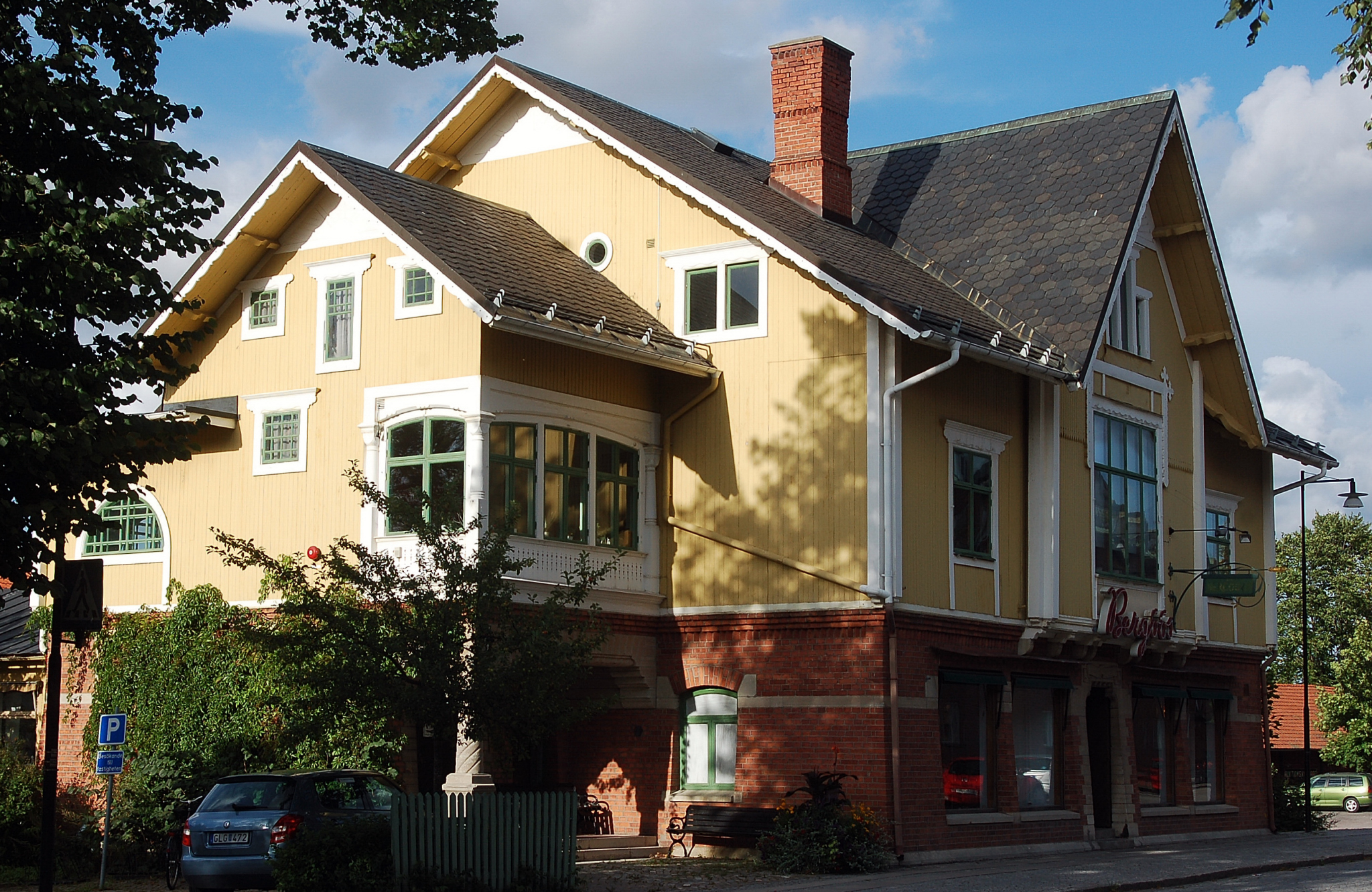
Maison Bergöö.

D'autre part, la fille des propriétaires était Karin Bergöö, qui a épousé en 1883 le grand peintre Carl Larsson. Celui-ci a décoré en 1889 la maison de ses beaux-parents de grandes peintures murales.

## Jumelage
Hallsberg est jumelée avec les trois communes suivantes :
- Gifhorn (Allemagne)
- Valga (Estonie)
- Tampere (Finlande)